# Andrée Chedid
Andrée Chedid (20 de março de 1920 - 6 de fevereiro de 2011) foi uma poetisa e romancista francesa de origem egípcia.

## Obras
- À la mort, à la vie: nouvelles. Paris: Flammarion, 1992.
- L'Autre: roman. Paris: Flammarion, 1969.
- Cavernes et soleils: poésie. Paris: Flammarion, 1979.
- Cérémonial de la violence. Paris: Flammarion, 1976.
- La Cité fertile: roman. Paris: Flammarion, 1972.
- Le Dernier candidat. Paris: Éditions théâtrales Art et comédie, 1998
- Le Message. Paris: Éditions Flammarion, 2000
- L'Enfant multiple. Paris: Flammarion, 1989.
- La Maison Sans Racine. Paris: Flammarion, 1985.
- Le Sommeil délivré. Paris: Flammarion, 1952.
- Le Grand Boulevard.Paris :Flammarion,1996